# Gammaropsis sutherlandi
Gammaropsis sutherlandi är en kräftdjursart som beskrevs av Walter G. Nelson 1980. Gammaropsis sutherlandi ingår i släktet Gammaropsis och familjen Isaeidae. Inga underarter finns listade i Catalogue of Life.